# Ostrach
Ostrach ist die flächengrößte Gemeinde des Landkreises Sigmaringen und liegt an dessen südlichem Rand in Oberschwaben. Durch Ostrach führen die Oberschwäbische Barockstraße, die Hohenzollernstraße und die Schwäbische Dichterstraße.

## Geographie

### Geographische Lage
Ostrach liegt zwischen Donau und Bodensee, Sigmaringen und Ravensburg, Bad Saulgau und Pfullendorf am gleichnamigen Fluss, der hier durch eine Engstelle zwischen zwei Moränenrücken – wie dem Wagenhart im Osten – des Rheingletschers aus der letzten Eiszeit hindurch fließt und das Burgweiler-Pfrunger Ried zur Donau hin entwässert. Die Landschaft ist hügelig und waldreich. Durch Kiesabbau in zwei Kieswerken sind Baggerseen nördlich und südlich des Ortsteils Jettkofen entstanden. Die Gemeinde erstreckt sich auf etwa 10.893 Hektar (Stand: 31. Dezember 2010), mit 757 Hektar Siedlungs- und Verkehrsfläche.

### Gemeindegliederung
Die Gemeinde Ostrach unterscheidet den Hauptort Ostrach (mit dem Weiler Dichtenhausen) sowie die Ortschaften Burgweiler (mit den Teilorten Waldbeuren, Ochsenbach, Oberochsenbach, Zoznegg, Egelreute, Ulzhausen, Hahnennest, Mettenbuch und den Höfen Freudenberg, Rothenbühl und Sturmberg), Jettkofen, Kalkreute-Spöck (mit den Teilorten Kalkreute und Spöck sowie dem Hof Arnoldsberg), Laubbach (mit den Teilorten Oberweiler und Unterweiler sowie den Häusern Laubbacher Mühle und der Wüstung Oberstirndorf), Magenbuch-Lausheim (mit den Teilorten Magenbuch und Lausheim, dem Junghof, der Weihermühle sowie der Wüstung Sternberg), Tafertsweiler (mit den Teilorten Bachhaupten, Eschendorf, Gunzenhausen und Wirnsweiler sowie der Wüstung Birkweiler), Wangen und Weithart (mit den Teilorten Eimühle, Einhart, Habsthal, Bernweiler und Levertsweiler sowie der Wüstung Werlishausen).
| Wappen                | Ortschaften        | Einwohner (Stand: 31. Juli 2014) | Fläche (Stand: 31. Dez. 2010) |
| --------------------- | ------------------ | -------------------------------- | ----------------------------- |
| Ostrach               | Ostrach (Hauptort) | 3559                             | 0916 Hektar (ha)              |
| Burgweiler            | Burgweiler         | 0960                             | 2474 ha                       |
| Jettkofen             | Jettkofen          | 0253                             | 0431 ha                       |
| Kalkreute · Spöck     | Kalkreute-Spöck    | 0223                             | 0779 ha                       |
| Kein Wappen Verfügbar | Laubbach           | 0222                             | 0853 ha                       |
| Magenbuch             | Magenbuch-Lausheim | 0262                             | 1651 ha                       |
| Tafertsweiler         | Tafertsweiler      | 0292                             | 1950 ha                       |
| Wangen                | Wangen             | 0139                             | 0283 ha                       |
| Kein Wappen Verfügbar | Weithart           | 0769                             | 1555 ha                       |

### Schutzgebiete
Im Gebiet der Gemeinde Ostrach sind zurzeit drei Naturschutzgebiete, das Pfrunger-Burgweiler Ried, das Schwarze Moos und das Taubenried, drei Landschaftsschutzgebiete, die typische oberschwäbische Schmelzwasserlandschaft Altshausen-Laubbach-Fleischwangen, das Gebiet um den Lausheimer Weiher und das Taubenried, sowie das Vogelschutzgebiet Pfrunger und Burgweiler Ried ausgewiesen (Stand: März 2015).

## Geschichte

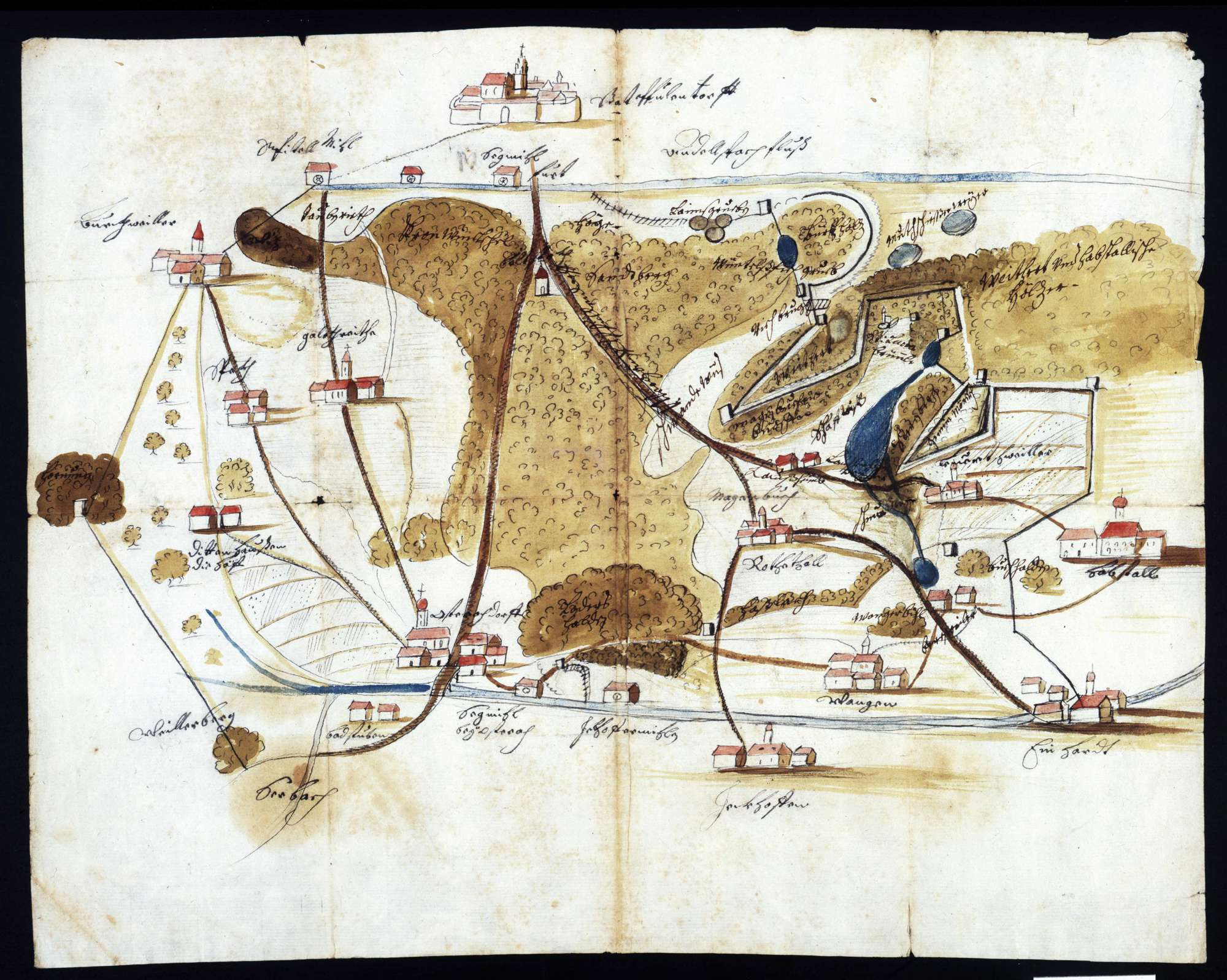
Karte mit der „Beschreibung des ostrachischen Bezirks“ (1697)

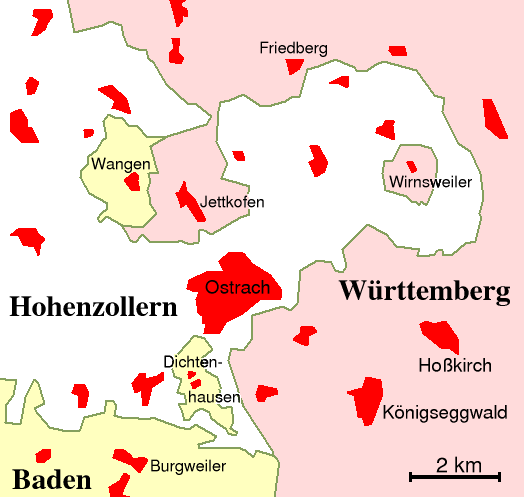
Die territoriale Gliederung der Ostracher Umgebung zwischen 1815 und 1952

### Bis zum 18. Jahrhundert
Die älteste urkundliche Erwähnung von Ostrach datiert aus dem Jahr 851, wenn sich auch hier bereits aus der Kupferzeit Metallfunde zeigten. Aus der Früheisenzeit und Späthallstattzeit finden sich im Ostrachtal mehrere Grabhügel, unter anderem der „Dreibühl“ im Laubbacher Holz oder im Wald Dachsbau bei Tafertsweiler. In der Zeit des Römischen Reichs führte hier die Römerstraße Altshausen–Ostrach–Wangen–Habsthal–Krauchenwies vorbei. Zudem fanden sich beim Wasserhochbehälter römische Reste.
1317 war das Gemeindegebiet und der Hauptort zwischen der Grafschaft Friedberg (östlich) und der Grafschaft Sigmaringen (westlich) geteilt. Die Grenze bildete von Norden her die Ostrach bis zur Brücke (an der Kirche) und von dort an die Straße über Laubbach nach Riedhausen. Beginnend im 13. Jahrhundert bis 1324 ging das Gebiet Ostrach-Burgweiler-Bachhaupten durch stückweise Verkäufe allmählich vom Reichsgut in den Besitz des Klosters Salem über. Später baute Salem mit dem planmäßigen Erwerb die Herrschaft Ostrach auf. Die Reichsabtei übte die Ortsherrschaft und die Niedergerichtsbarkeit aus. 1637 kamen Burgweiler und seine engere Umgebung an die Grafschaft Heiligenberg des Hauses Fürstenberg und von dort 1806 zu Baden.
Am 21. März 1799 bekämpften Österreicher und Franzosen sich in der Schlacht bei Ostrach.

### 19. Jahrhundert
Ostrach und Bachhaupten kamen 1803 zu Thurn und Taxis und 1806 zu Hohenzollern-Sigmaringen. Bis 1862 war es Sitz des standesherrlichen Oberamtes Ostrach, es markierte zugleich den südöstlichsten Punkt der Hohenzollernschen Lande, abgesehen von der Exklave Achberg. Im Anschluss kam Ostrach an das Oberamt Sigmaringen, seit 1925 Landkreis Sigmaringen.

### 20. Jahrhundert

#### Zweiter Weltkrieg
Während des Zweiten Weltkriegs arbeiteten bei Ostrach russische und französische Kriegsgefangene. Gegen Kriegsende wurden in Burgweiler Personenzüge bombardiert und von Tieffliegern beschossen. Der Zentrumspolitiker und Rechtsanwalt Reinhold Frank aus Bachhaupten wurde einen Tag nach dem Attentat vom 20. Juli 1944 festgenommen und später hingerichtet. Bei den Todesmärschen aus den Lagern des Unternehmens „Wüste“ in Richtung schwäbisches Oberland und Alpen wurde eine Kolonne von KZ-Häftlingen von Meßkirch über Wald und Aach-Linz nach Ostrach getrieben und traf dort am 22. April 1945 ein. Vor der Ankunft in Ostrach wurden zwei entkräftete Häftlinge im Wald bei Buchschoren erschossen. Der Ebersbacher Pfarrer notierte damals in der Pfarrchronik: „Wer nicht mehr kann, erhält den Genickschuss – aus.“ Zeugen aus Denkingen bestätigten dies. In Ostrach wurde eine Kolonne von ausgemergelten, vielfach kranken Häftlingen zurückgelassen, andere mussten weitermarschieren. Die Zurückgelassenen wurden in eine Feldscheune getrieben, in der sie getötet werden sollten. Als französische Truppen heranrückten, ließen die Wachmannschaften von ihrem Plan ab und verschwanden. Auch die weitermarschierenden Transporte lösten sich auf. Die meisten Häftlinge wurden am 22./23. April 1945 in der Gegend von Ostrach und Altshausen von französischen/marokkanischen Truppenverbänden befreit. Mehrere der in Ostrach zurückgebliebenen Häftlinge wurden ins Elisabethen-Krankenhaus gebracht; einige starben dort. Auf dem Ostracher Friedhof wurden insgesamt 13 Menschen beerdigt, zwei weitere im Wald zwischen Ostrach und Pfullendorf. Ostrach wurde Teil der Französischen Besatzungszone; eine Kommandantur wurde eingerichtet und die Verantwortung einem polnischen Häftling übertragen. Kurz darauf kam es im Gemeindegebiet zu vereinzelten Racheakten und ungeklärten Morden.

#### Gemeindereform der 70er Jahre

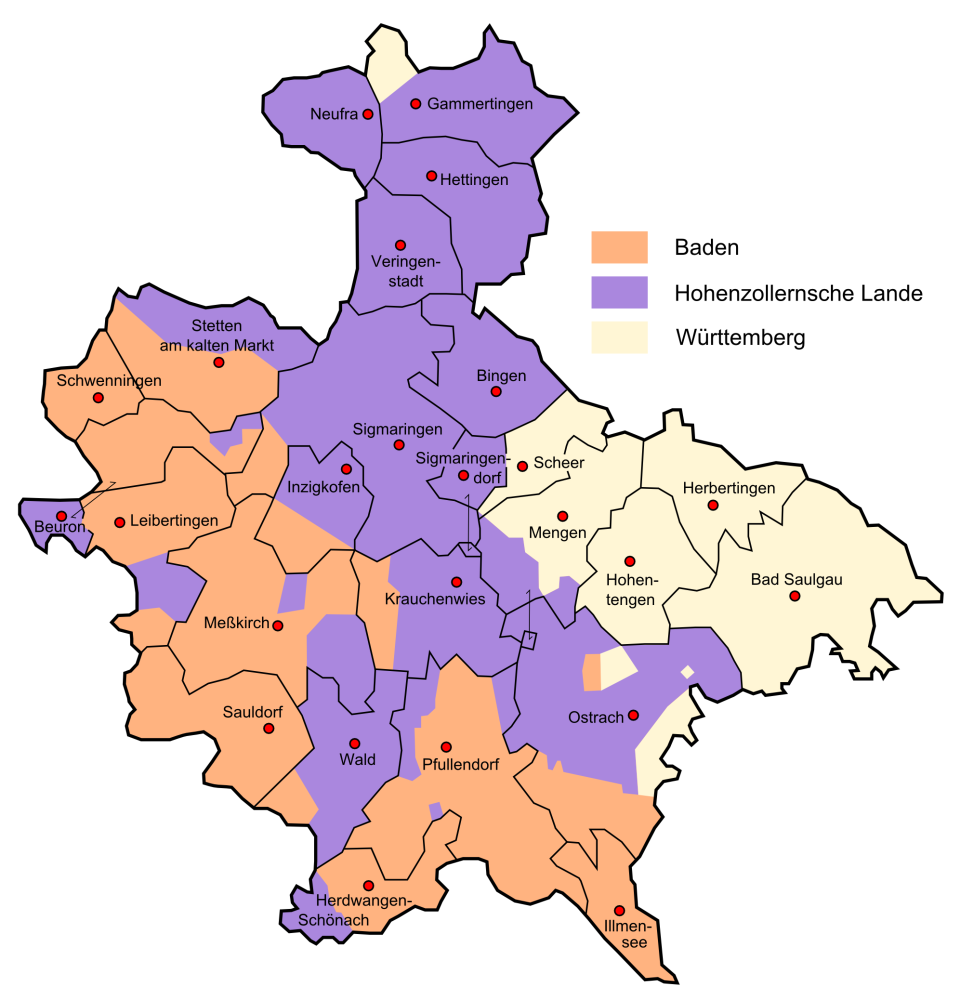
Ostrach im „Dreiländerkreis“ Sigmaringen

Die Neubildung der Gemeinde Ostrach im Zuge der Gemeindereform erfolgte in Etappen. Bereits am 1. Januar 1969 wurde die frühere badische Exklave Dichtenhausen von Burgweiler nach Ostrach umgemeindet. Am 1. Dezember 1971 wurden Spöck und Wangen nach Ostrach eingemeindet, Magenbuch (mit Lausheim) folgte am 1. April 1972, Einhart, Habsthal (mit Bernweiler), Laubbach (mit Unterweiler und Oberweiler), Levertsweiler und Tafertsweiler (mit Bachhaupten, Eschendorf und Gunzenhausen) am 1. Oktober 1974. Am 1. Januar 1975 schlossen sich Ostrach, Burgweiler (mit Hahnennest, Mettenbuch, Ochsenbach, Oberochsenbach, Zoznegg, Waldbeuren, Ulzhausen, Egelreute) und Kalkreute zur neuen Gemeinde Ostrach zusammen, Jettkofen kam hinzu. Schließlich wurde am 1. Januar 1978 die frühere württembergische Exklave Wirnsweiler von Saulgau getrennt und nach Ostrach umgegliedert.
Ostrach ist die einzige Gemeinde in Baden-Württemberg, die ehemals selbständige Gemeinden aus allen drei Landesteilen (Baden, Hohenzollern und Württemberg) in sich vereint. Etwa einen Kilometer südlich von Laubbach befand sich das Dreiländereck, an dem die Gebiete von Baden, Hohenzollern und Württemberg aufeinanderstießen. Zwei weitere Dreiländerecke finden sich zwischen Ostrach und Levertsweiler sowie unweit der Straße zwischen Jettkofen und Repperweiler (Gemeinde Hohentengen).

### Einwohnerentwicklung
| Jahr      | 1961 | 1970 | 1991 | 1995 | 2005 | 2007 | 2008 | 2009 | 2010 | 2011 | 2012 | 2013 | 2014 | 2015 |
| --------- | ---- | ---- | ---- | ---- | ---- | ---- | ---- | ---- | ---- | ---- | ---- | ---- | ---- | ---- |
| Einwohner | 4527 | 4839 | 5708 | 6486 | 6843 | 6850 | 6759 | 6750 | 6714 | 6719 | 6623 | 6588 | 6704 | 6751 |

Bis zum Jahr 2013 handelt es sich um Einwohnerzahlen nach dem jeweiligen Gebietsstand. Die Zahlen sind Volkszählungsergebnisse (1961 und 1970) sowie amtliche Fortschreibungen des Statistischen Landesamtes Baden-Württemberg (nur Hauptwohnsitze). Die Angaben von 1961 und 1970 beziehen sich auf das heutige Gemeindegebiet.

## Religion
In der Gemeinde Ostrach gibt es insgesamt sieben katholische Pfarrgemeinden. Sie gehören zur 1827 errichteten Erzdiözese Freiburg. Seit 1990 gehören sie alle dem Dekanat Sigmaringen-Meßkirch an. Sieben von ihnen bilden die Seelsorgeeinheit Ostrachtal. Dies sind die Pfarrgemeinden Ostrach, Burgweiler, Einhart, Habsthal, Levertsweiler, Magenbuch und Tafertsweiler.
Zu diesen sieben Pfarrgemeinden gehören noch zahlreiche Ortsteile, die teilweise auch eigene Kapellen besitzen. Die Kirchen und Kapellen der Pfarrgemeinden und Filialorte reichen teilweise in sehr alte Zeiten zurück. In den letzten Jahren wurden – oder werden – sie grundlegend renoviert und teilweise umgestaltet. Die Renovations- und Umbaumaßnahmen erfahren große Unterstützung durch die Mitglieder der Pfarrgemeinden. Die hauptberufliche Seelsorge geschieht in der Seelsorgeeinheit Ostrachtal durch einen Pfarrer, einen Pater und einen Gemeindereferenten.
Die Seelsorgeeinheit teilt sich in 27 Ortsteile auf. Das Pfarrgemeinderatsgremium mit 21 gewählten Frauen und Männern aus der gesamten Seelsorgeeinheit kümmern sich zusammen mit den Seelsorgern um die Fragen und die Leitung der Pfarreien und der Seelsorge.
Evangelische Christen in Ostrach gehören der Evangelische Kirchengemeinde Ostrach-Wald im Kirchenbezirk Balingen an: ein Kuriosum, denn zwischen den politischen Gemeinden Ostrach und Wald liegt die Gemeinde Pfullendorf. In der Struktur der evangelischen Kirchengemeinde spiegelt sich die Zerrissenheit der politischen Landschaft des süddeutschen Raums vor der Gründung des Deutschen Reichs wider. Die freie Reichsstadt Pfullendorf wurde 1805 Baden zugeschlagen und gehört deshalb heute zur Evangelischen Landeskirche in Baden. Die Evangelische Landeskirche in Hohenzollern schloss sich 1950 der Evangelischen Landeskirche in Württemberg an. In den evangelischen Gemeinden in Hohenzollern hat die altpreußische Gottesdienstform auf Wunsch der Gemeinden auch weiterhin Bestand.
Die Struktur neuer evangelischer Kirchengemeinden in Oberschwaben in den 1950er-Jahren folgte wie in Ostrach dem Muster. Bedingt durch die Flüchtlinge aus dem Osten wurde die Zahl der evangelischen Christen in kleinen Gemeinden groß genug, um eigene Kirchengemeinden zu bilden. Ostrach und Wald, historisch zu Hohenzollern gehörend, kamen deshalb als eine Kirchengemeinde zusammen. Dass die Kirche in Ostrach und nicht in Wald gebaut wurde, hat auch historische Gründe: Ostrach entwickelte sich von der Einwohnerzahl her stärker als Wald. 250 evangelische Christen in Wald stehen 1000 in Ostrach gegenüber.

## Politik

### Gemeinderat
Die Kommunalwahl vom 9. Juni 2024 führte bei einer Wahlbeteiligung von 64,0 % (+ 3,6 %) zu folgendem Ergebnis:
- SPD: 4
- FWR: 7
- CDU: 7

Die unechte Teilortswahl wurde mit Änderung der Hauptsatzung durch den Gemeinderat am 28. Juli 1998 abgeschafft, das heißt die Satzungsänderung war erstmals für die nächste regelmäßige Wahl des Gemeinderats anzuwenden, nämlich am 24. Oktober 1999.

### Bürgermeister
Bürgermeisterin ist seit dem 1. September 2023 Lena Burth (parteilos). Zum Zeitpunkt ihres Amtsantritts war sie die jüngste hauptamtliche Bürgermeisterin in Baden-Württemberg. Sie wurde am 9. Juli 2023 mit 51 Prozent der Stimmen gewählt.
- Karl Müller (Hohenz. Zentrumspartei)
- Emil Kerle[32]
- Gottfried Hartenfels (NSDAP)[33]
- Josef Locher (CDU)
- Karl Reck (FWV)
- Wilfried Walter (CDU)
- 1975–2007: Herbert Barth (CDU)
- 2007–2023: Christoph Schulz (CDU)
- seit 2023: Lena Burth (parteilos)

Ehemalige Bürgermeister von Einhart:
- Josef Briem (CDU)

Ehemalige Bürgermeister von Kalkreute:
- Kilian Söllner (CDU)

Ehemalige Bürgermeister von Magenbuch:
- Josef Kugler (Hohenzollerischer Bauernbund)

Ehemalige Bürgermeister von Spöck:
- Fritz Staiger (CDU)

### Wappen
| Wappen der Gemeinde Ostrach | Blasonierung: „In geteiltem Schild oben in Silber (Weiß) eine schräg gelegte rote Speerspitze, unten in Schwarz ein doppelreihig von Rot und Silber (Weiß) geschachter Schrägbalken (Zisterzienserbalken).“ |
| Wappen der Gemeinde Ostrach | Wappenbegründung: Nachdem in den Jahren 1971 bis 1974 acht Orte in die frühere Gemeinde Ostrach eingegliedert worden waren, erfolgte am 1. Januar 1975 der Zusammenschluss mit Burgweiler, Jettkofen und Kalkreute zur neuen Gemeinde Ostrach, die das 1947 verliehene Wappen ihrer gleichnamigen kommunalen Vorgängerin wieder aufnahm. Es zeigt die Speerspitze aus dem 1309 belegten Siegel des Ortsadligen Heinrich Swende von Ostrach und den „Zisterzienserbalken“ aus dem Wappen des Klosters Salem, zu dem fast alle Gemeindeteile historische Beziehungen hatten. Zum Abschluss der Gemeindereform 1975 wurde auf Antrag der Ostracher Verwaltung das bisherige Ostracher Wappen zum Wappen der Gesamtgemeinde und am 18. April 1978 durch das Landratsamt Sigmaringen neu verliehen. |

### Städtepartnerschaft
Seit 1970 besteht eine offizielle Partnerschaft mit Étréchy, einer 40 km südlich von Paris gelegenen Gemeinde. Die Partnerschaft wurde 1966 durch eine private Freundschaft angebahnt und führte seither schon zu zahlreichen Begegnungen, Besuchen und Gegenbesuchen von Vereinen und Gruppen und auch einem Jugendaustausch im Europa-Camp, zusammen mit Lydd, der englischen Partnerstadt von Etrechy. Sogar eine deutsch-französische Hochzeit wurde in diesen Reihen gefeiert. Auf französischer Seite sind im Partnerschaftsausschuss rund 15 Mitglieder vertreten, Ostrach stellt derzeit etwa zwölf Vertreter. Anlässlich des 40-Jahr-Jubiläums im Jahre 2010 wurden von den Bürgermeistern Christoph Schulz (Ostrach) und Julien Bourgeois (Étréchy) Erneuerungsurkunden unterzeichnet.

## Kultur und Sehenswürdigkeiten
Die Gemeinde Ostrach bildet zusammen mit der Stadt Pfullendorf und den Gemeinden Illmensee, Wald und Wilhelmsdorf die 1999 gegründete Ferienregion „Nördlicher Bodensee“ und ist Teil des „Ferienland Hohenzollern“. Hier treffen die Hohenzollernstraße, die Oberschwäbische Barockstraße und die Schwäbische Dichterstraße zusammen.

### Museen und Galerien

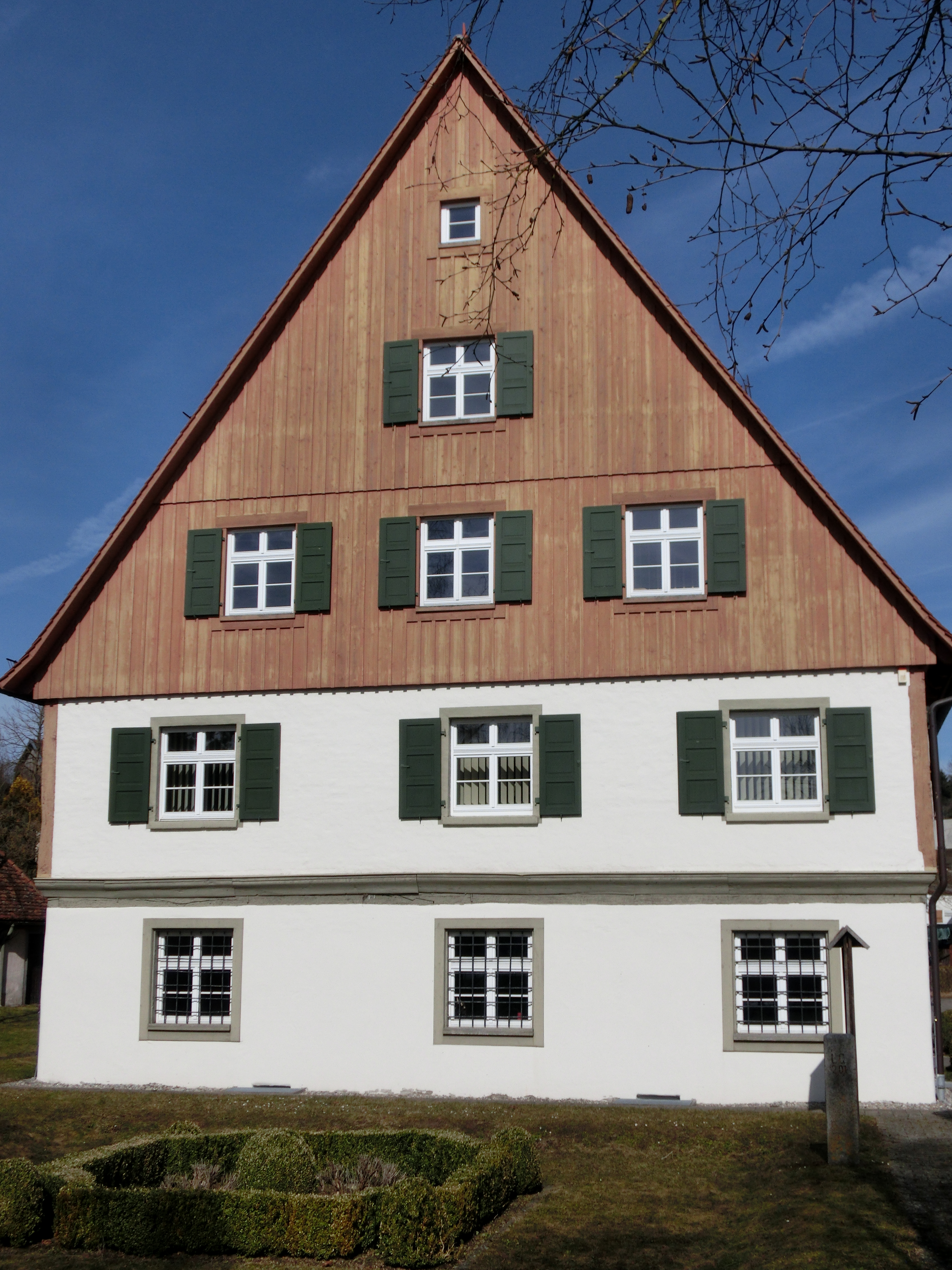
Das Amtshaus

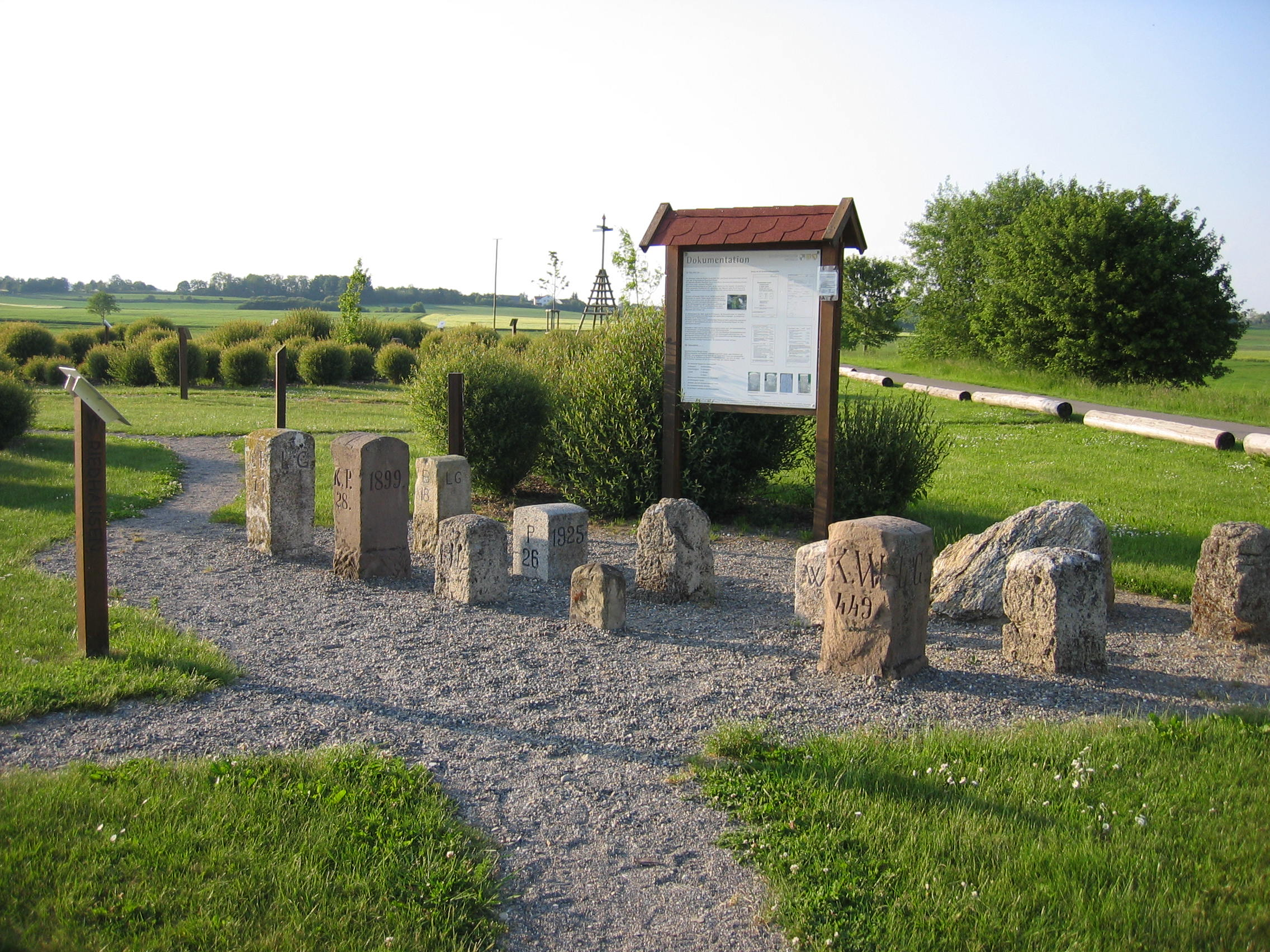
Grenzsteinmuseum-Freilichtanlage

Die Gemeinde Ostrach hat eine vielfältige Museums- und Galerienlandschaft. Im Amtshaus, das 1586/87 als Verwaltungssitz des Klosters Salem für die Besitzungen im Bereich „Ob den Bergen“ erbaut wurde, sind drei Museen untergebracht: das Heimatmuseum Ostrach, das Volkskunde- und das Grenzsteinmuseum.
- Heimatmuseum: Das Heimatmuseum präsentiert in mehreren Abteilungen die Geschichte der Gemeinde. Den größten Raum nimmt dabei die „Schlacht bei Ostrach“ ein. Dabei werden die Ursachen, der Ablauf und die Folgen der Schlacht aufgezeigt, in der am 21. März 1799 das französische Revolutionsheer auf die Koalitionsarmee unter der Führung Österreichs getroffen ist. Zu sehen sind ein aus 3000 Zinnfiguren aufgebautes Diorama, Originalwaffen, Schlachtpläne und Bildmaterial. Die Bande von Franz Xaver Hohenleiter, genannt „der Schwarze Veri“, die 1818/19 ihr Unwesen trieb, wird im Museum ebenfalls „gewürdigt“. Durch den Nachlass des Fotoateliers Gutmann ist es möglich, alte Fotogerätschaften und Bildmaterial aus der Anfangszeit der Fotografie zu zeigen. Im weiteren Ausbau wird vor allem die Ostracher Geschichte unter der Klosterherrschaft Salem dargestellt. Ein Abdruck der „Großen Karte“ aus dem Jahre 1705 in Originalgröße von rund 4 × 5 m ist zu sehen.
- Volkskundemuseum: Auf private Initiative entstand ein Volkskundemuseum, dessen Ausstellung sich mit volkskundlichen Themen in der Region zwischen Bodensee und Unterland beschäftigt, so zum Beispiel 2008 mit einer Sonderausstellung über die „Sackmalerei“.[38]
- Grenzsteinmuseum Ostrach: Im Grenzsteinmuseum wird dargestellt, wie es zur „Dreiländergemeinde Ostrach“ und ihren Grenzen gekommen ist. Aufbau eines Grenzsteins, Zeugen, Karten und Vermessungsgeräte sind dort zu sehen. – Östlich der Ortschaft Burgweiler liegt die Freilichtanlage des Grenzsteinmuseums.

Im Teilort Laubbach befindet sich das Atelier und die Galerie Laubbach. Seit über 25 Jahren zeigt der Maler und Holzschneider Peter Weydemann Ausstellungen in seinem Atelier, mit denen er vor allem gegenständliche Kunst der Gegenwart – Grafiken, Zeichnungen, Malereien und Skulpturen – präsentiert.
In Tafertsweiler zeigt eine in einem alten Schweinestall untergebrachte private Sammlung alte landwirtschaftliche und handwerkliche Gerätschaften.

### Musik
In einem Bauernhaus im Ortsteil Bachhaupten wurde die Ostracher Liederhandschrift aus dem Jahr 1740 entdeckt, eine handschriftliche Aufzeichnung von Kunstliedern. Im Heimatmuseum wird die Liederhandschrift thematisch dargestellt.

### Bauwerke

#### Burgen

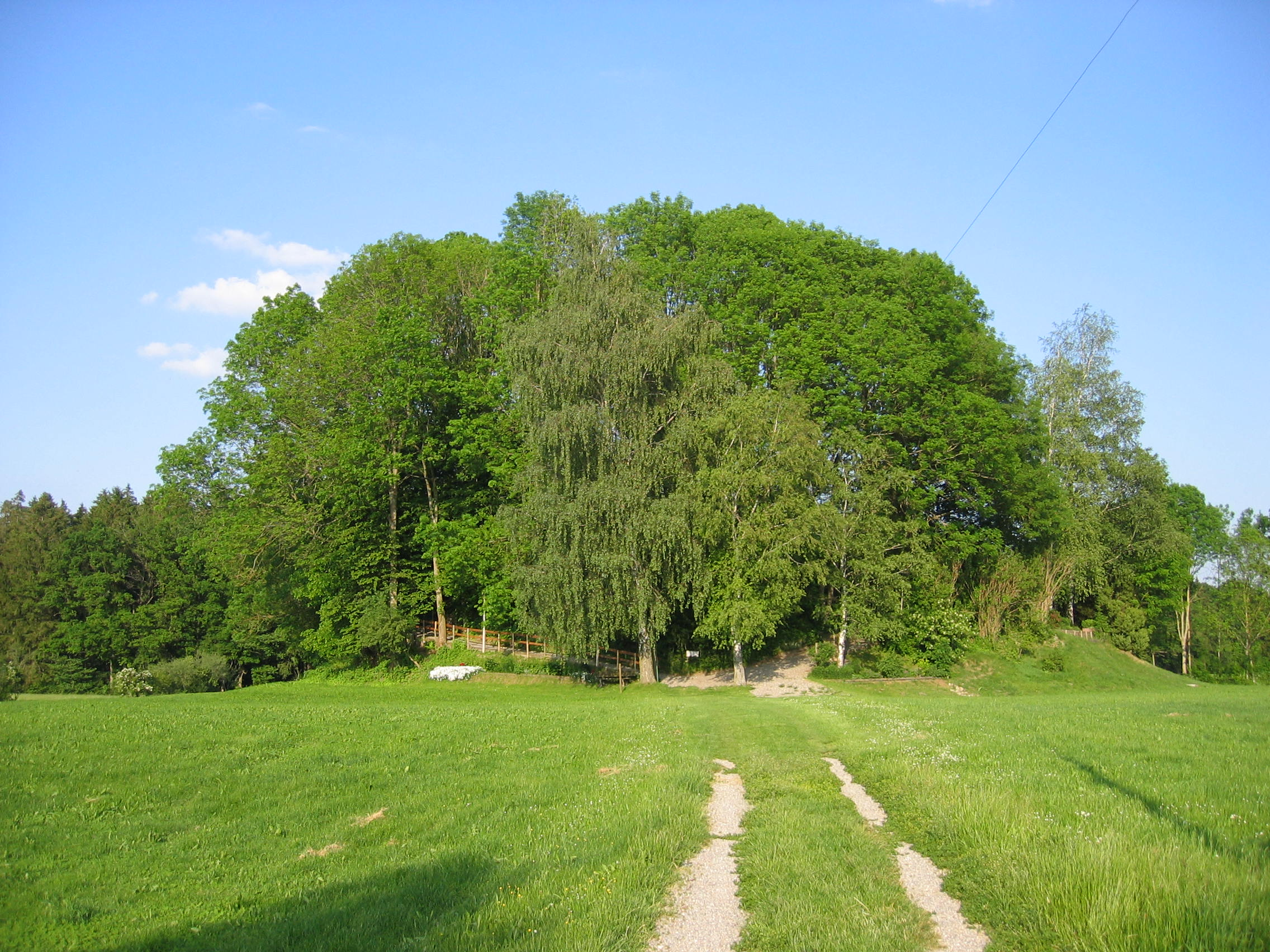
Burg bei Burgweiler

- Rund 500 Meter östlich von Burgweiler stand auf einer Erhebung eine aus der Mitte des 11. Jahrhunderts stammende Burg. Außer dem Turmhügel und den aufgefüllten Gräben erinnert nichts mehr an die einstige Burganlage. Seine Erbauer waren die Edlen zu Wilare (Weiler). Spätere Besitzer waren die Freiherren zu Gundelfingen. Seit 1969 pflegt und nutzt der Musikverein Burgweiler den Burghügel. Traditionell einmal jährlich findet auf der Burg bei Burgweiler das sogenannte Burgfest statt.
- Auf Ostracher Gemeindegebiet finden sich noch weitere Burgstellen: Die hochmittelalterliche Burgstelle Arnoldsberg (400 Meter nordwestlich des Hofes Arnoldsberg), die hochmittelalterliche Burgstelle Burg Dichtenhausen (Lage heute unbekannt), die Burgstelle Freudenberg (ein Kilometer nördlich des Hofes Freudenberg bei Ochsenbach), die hochmittelalterliche Burgstelle der Ortsburg Ostrach (Lage heute unbekannt), die Burgstelle Waldburg (bei Waldbeuren, genau Lage heute unbekannt) und die Burgstelle Burg Leiterberg (bei Wangen).

#### Sakralbauten

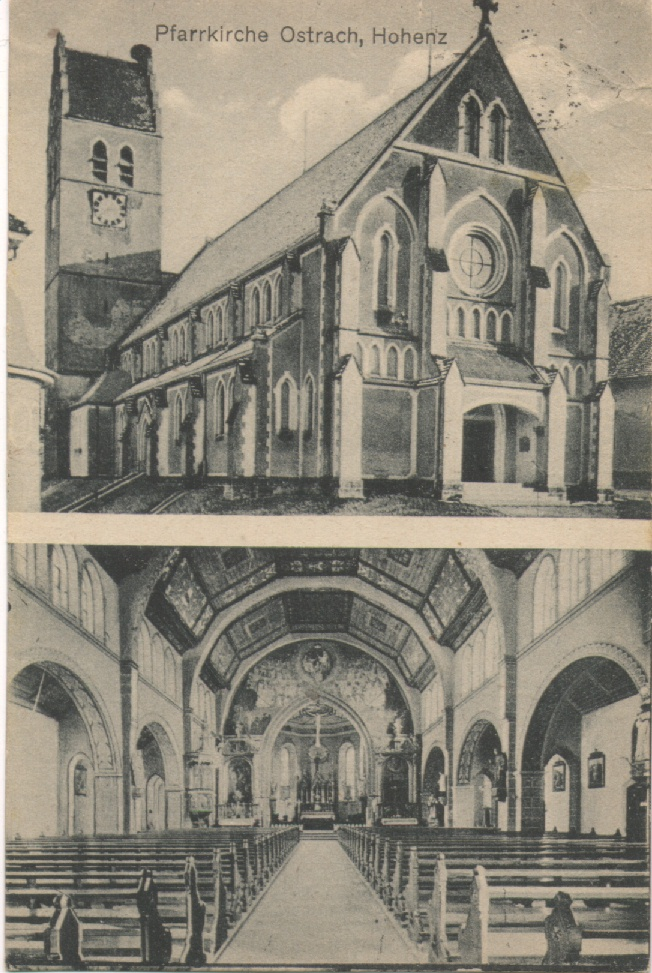
St. Pankratius um 1920

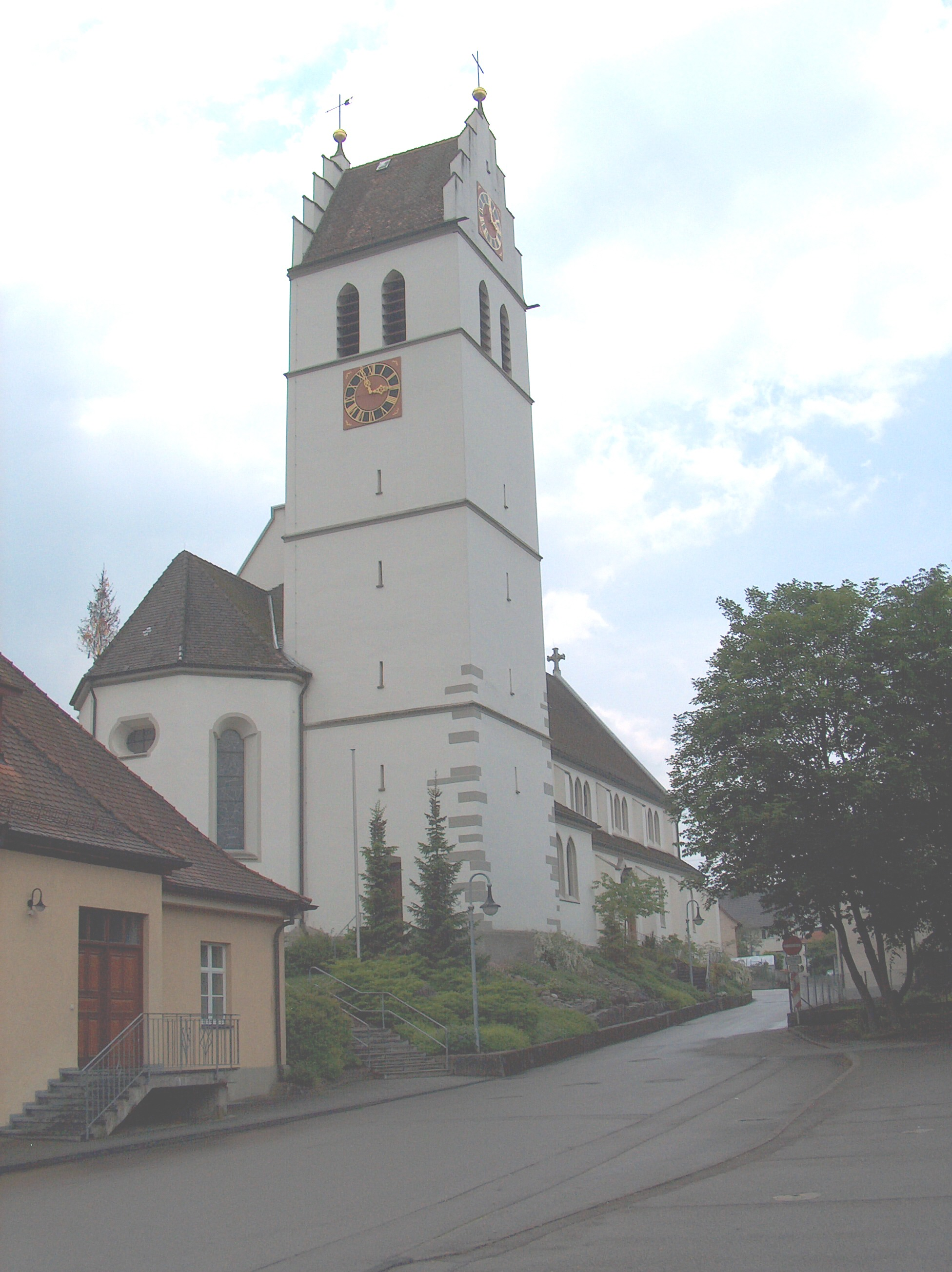
Die St. Pankratius-Kirche

- Die Katholische Pfarrkirche St. Pankratius bildet mit ihrem Turm von 1569 mit Staffelgiebeln das weit sichtbare Wahrzeichen Ostrachs. Der barocke Chor wurde von Michael Wiedemann gebaut, das neugotische Langhaus von 1897 bis 1899. Die Kirche verfügt über zwei Seitenaltäre mit Aufbau von 1638. Im südlichen Altar befindet sich ein Gemälde der Himmelfahrt Christie von 1638, womöglich von Zacharias Binder. Des Weiteren zwei Tafeln mit heiligen Bischöfen aus der Werkstatt von Bartholomäus Zeitblom und Bildwerke aus dem 17. bis 18. Jahrhundert.[40] Die Kirche hat ein Sakramentshäuschen aus Sandstein. Bei der Orgelrenovierung 1974 kam es zu einer schlechten Ausführung, da minderwertige Materialien eingebaut wurden.[41]
- Das Pfarrheim der römisch-katholischen Kirchengemeinde wurde im Jahr 1725 erbaut. Das Gebäude diente bis in die 1920er-Jahre als Scheuer. Später war es Jugendheim und Treffpunkt für die Kolpingfamilie und Gesellenvereine. In den 1950er-Jahren zog der Kindergarten St. Pankratius ein. Er blieb dort bis zu seinem Umzug in den benachbarten Neubau Anfang der 1970er-Jahre. Im Lauf der Zeit waren dort die unterschiedlichsten kirchlichen Gruppierungen untergebracht. Zum Beispiel gab es dort Jugendräume, und auch der Kirchenchor hat dort sein Zuhause. Für das Gebäude, das Anfang der 1980er-Jahre zum letzten Mal renoviert wurde, ist seit 2011 eine Generalsanierung in Planung. Das Gebäude soll energetisch optimiert und an die aktuellen Bedürfnisse, barrierefrei, angepasst werden. Der damals errichtet Anbau soll abgerissen und durch einen neuen, größeren ersetzt werden.[42]
- Im Ostracher Altenpflegeheim Elisabethenhaus befindet sich die Heilig-Kreuz-Kapelle. Die Hauskapelle wurde 1937 im ersten Stock des damaligen Elisabethen-Krankenhauses eingeweiht. 1978/79 wurde an das Elisabethenheim angebaut; die Kapelle fand ihren neuen Standort in der ehemaligen Küche. Schon damals beherrschten Relikte aus der früheren Pfarrkirche die Apsis: Patroziniumskreuz, Altar und Tabernakel. Der Kreuzweg ist der Oberammergauer Malerei nachempfunden. Besondere Kunstwerke sind die Fenster des Ulmer Malers Wilhelm Geyer, einem der bedeutendsten Vertreter der religiösen Kunst des 20. Jahrhunderts. 2010 wurde die Kapelle neu gestaltet.[43]

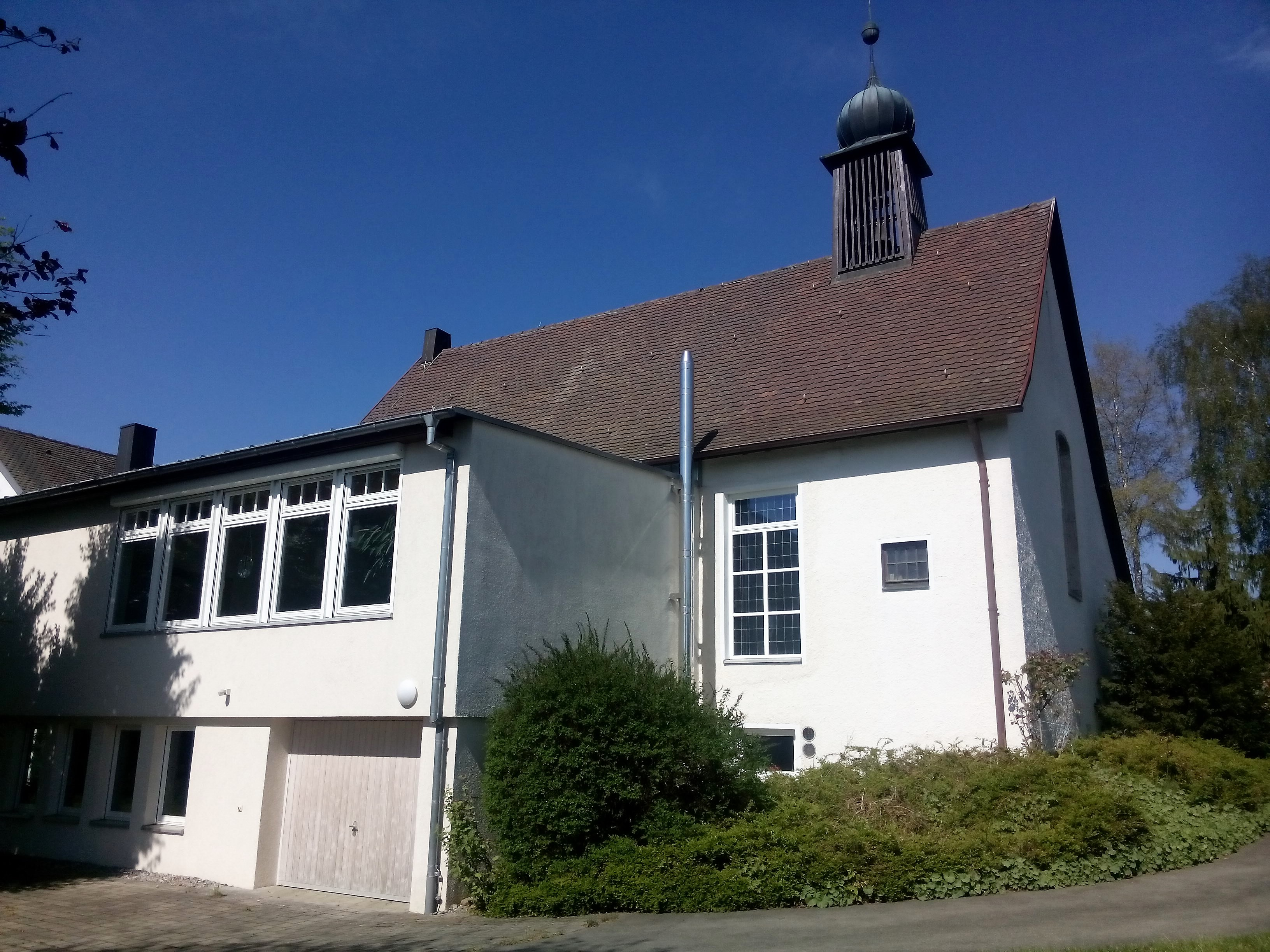
Evangelische Christuskirche Ostrach

- Evangelische Christuskirche OstrachFür die evangelische Kirchengemeinde befindet sich in Ostrach die Christuskirche, Friedhofstraße Ecke Dietrich-Bonhoeffer-Straße. Sie wurde samt Pfarrhaus erst in den 1950er-Jahren gebaut und am 11. März 1956 geweiht. Der Kirchenbau erfolgte zum größten Teil in Eigenarbeit durch ehemalige Flüchtlinge. Große Unterstützung fand die Evangelische Kirchengemeinde dabei auch von den katholischen Mitchristen. Im Jahre 2001 wurde die Kirche durch einen Anbau zu einem kleinen Gemeindezentrum erweitert.
- Die Katholische Filialkirche St. Michael im Ortsteil Bachhaupten wurde 1727/28 von Johann Georg Wiedemann unter Einbeziehung des mittelalterlichen Turmuntergeschosses gebaut. Die Saalkirche zweigt sich mit eingezogenem, halbrund geschlossenem Chor. Er weist Dokorationsformen des frühen Rokokos auf. Die Stuckmarmoraltäre sind ein Werk von Joseph Anton Feuchtmayer um 1727. Im Hochaltar befindet sich eine um 1620 gefertigte Figur einer Mater dolorosa. Im südlichen Seitenaltar ist ein Blatt das den Heiligen Wendelin zeigt, ein Werk von Franz Joseph Spiegler von 1729. Die Kanzel ist von 1727.[44]
- Die dreischiffige Burgweiler Kirche St. Blasius wurde im Jahr 1883 umgebaut. Hierbei wurde der romanische Turm und die Krypta aus dem 12. Jahrhundert in den Bau miteinbezogen.
- Die Katholische Pfarrkirche St. Nikolaus in Einhart hat ihren Anfang im 16. Jahrhundert und wurde 1718 umgestaltet. Der Chor zeigt sich netzgewölbt mit Bemalung von 1524. Sie zeigt die zwölf Apostel. Zur Ausstattung gehören gotische Holzfiguren, ein bronzenes Vortragekreuz mit Korpus um 1200, ein Kreuz um 1525 und Rundmedaillons aus dem 17. Jahrhundert. Der gemalte Kreuzweg ist ein Werk von Johann Nepomuk Meichsner vom 1762.[45]
- Im Ortsteil Habsthal befindet sich das Kloster Habsthal: 1259 begannen die Dominikanerinnen von Mengen mit dem Bau des Klosters, im Jahr 1681 wurde es im Barockstil umgebaut. Die Klosterkirche St. Stephan stammt aus dem Jahr 1748 und hat Stuckaturen. Der Hochaltarblatt ist von Zehnder, die Stuckmarmorkanzel von Joseph Anton Feuchtmayer, Muschelwerk, Deckenfresken von Gottfried Bernhard Götz.[46][47]

- In Jettkofen befindet sich die Kapelle St. Wolfgang.
- Die Marienkapelle in Laubbach wurde erstmals Anfang 13. Jahrhundert erwähnt. Sie wurde vermutlich 1602 von der Abtei Schussenried in nachgotischen Formen neu erbaut und verfügt über einen neugotischen Turm von 1868. Sie zeigt sich heute als Saalkirche mit Westturm und eingezogenem dreiseitigen Chor. Die Skulpturen stammen aus dem 14. bis 18. Jahrhundert.[48]
- Die Katholische Kapelle St. Rupert in Lausheim ist ein kleiner, romanischer Bau mit halbrunder Apsis aus dem 12. Jahrhundert. Die Fenster wurden im 18. Jahrhundert vergrößert. Zur Ausstattung zählen ein Altar um 1700 und einige Bildwerke im 14. bis 18. Jahrhundert, darunter auch ein Gemälde der Heiligen Ida von Toggenburg aus dem Jahre 1797.[49]
- Die Katholische Pfarrkirche St. Luzia in Levertsweiler zeigt sich als Saalkirche in neugotischen Formen aus dem Jahre 1840 nach Plänen des Fürstlich Thurn- und Taxisschen Werkmeisters Baur aus Buchau. Sie geht jedoch auf eine Martinskirche des 13. Jahrhunderts zurück, die nach einem Brand von 1278 entstand. Der Turm ist aus dem 15. Jahrhundert. Zur Ausstattung gehören mehrere qualitätvolle gotische Holzskulpturen: Heilige Barbara und Katharina (beide um 1500) sowie Martin und Wendelin (beide um 1400).[50]
- Die Katholische Pfarrkirche St. Pankratius in Magenbuch wurde 1263 erwähnt und 1725 durch den ansässigen Baumeister Lukas Schindler neu erbaut. Sie zeigt sich heute als Saalbau mit gerade geschlossenem Chor. Altarmensa und Tabernakel entstanden um 1500, der Aufbau mit Gemälde im 17. Jahrhundert. Zur Ausstattung zählen des Weiteren einige Bildwerke aus dem 16. bis 18. Jahrhundert. Im Pfarrhaus befinden sich zwei Gemälde die heilige Bischöfe darstellen aus der Schule des Bartholomäus Zeitblom.[49]
- Die Pfarrkirche St. Urban befindet sich im Ortsteil Tafertsweiler.
- Die Sankt-Michaels-Kapelle im Ortsteil Wangen ist ein romanischer Bau aus dem 12. Jahrhundert. Die anno 1900 angeschaffte Glocke, auch Wetterglocke genannt, wurde dann geläutet, wenn schwere Gewitter mit Sturm und Hagel herannahten, und rief die Dorfbewohner dazu auf, die Wetterkerze anzuzünden und um den Schutz der Herrgotts für Mensch, Tier und Hof zu beten. Ansonsten wurde die Glocke regelmäßig drei Mal täglich von Hand geläutet. Dieser Zustand änderte sich während der Amtszeit von Pfarrer und Kammerer Georg Moser, der 1963 eine elektrische Läutanlage einbauen ließ.[51]

#### Industriedenkmale
- Die ehemalige Torffabrik Ostrach ist ein industriegeschichtliches Fabrikareal mit maroder Bausubstanz am Rande der Gemeinde Ostrach. Das Industriegebäude mit historischen Charakter soll renoviert, restauriert und ausgebaut werden. Es handelt sich um einen sogenannten Zweitbau. Der bereits 1897 in Betrieb genommene Erstbau ist schon um 1910 für die Brenntorfproduktion nicht mehr ausreichend gewesen. Allerdings musste die Torfbrikettproduktion im Zweitbau auch schon nach 1926 eingestellt werden, da Stein- und Braunkohle die Torfbriketts vom Markt verdrängt hatten. Bis dahin hatten insbesondere Kleinlandwirte und -handwerker ein Zubrot in der Torffabrik gefunden. Verarbeitet wurde dort der im Pfrunger Ried gestochene Torf, der per Schmalspurbahn zur Fabrik transportiert wurde. In der Vergangenheit wurde schon mal angedacht, diese mit Blick auf den Tourismus zu reaktivieren.[52][53]

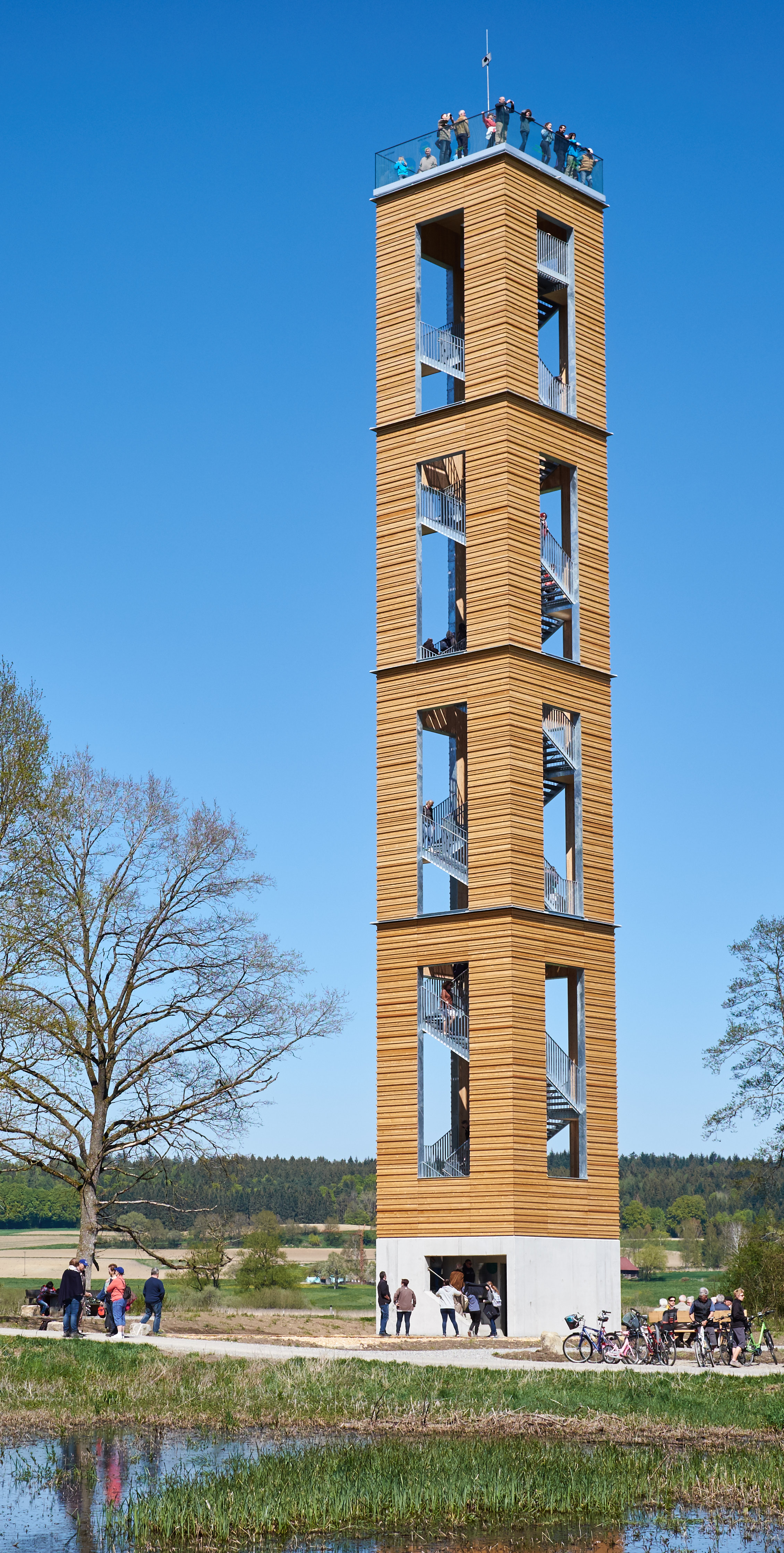
Bannwaldturm

- Die ehemalige Gerberei ist ein zweistöckiges Gebäude, das Emil Kerle, der vor der Zeit des Dritten Reichs Bürgermeister in Ostrach war, Ende der 1930er-Jahre erbauen ließ. In den Anfangsjahren war es Teil der „Gerberei Kerle“. Nach Jahren des Leerstandes zeigt es sich ebenfalls als ein zerfallenes Zeugnis einst bedeutsamer Ostracher Handwerksgeschichte. Jedoch in prominenter Lage an der Sigmaringer Straße mitten im Ortskern von Ostrach. In dem einzig erhaltenen Gebäude des Areals wurden Häute zu Leder verarbeitet und gelagert: Im Keller befanden sich die Gruben, in denen die frischen Häute in Salz eingelegt wurden. In den oberen Räumen wurden die Häute zum Trocknen und zum Weiterverarbeiten aufgehängt. Während der Zeit des Nationalsozialismus wurde Emil Kerle sein Beruf als Gerber und Lederhändler zum Verhängnis: Er wurde des Schwarzhandels mit Kuhhäuten beschuldigt. Nach seiner Verhaftung verstarb er im Saulgauer Gefängnis unter ungeklärten Umständen.[32]
- Ein etwa ein Kilometer langer Bahndamm überspannt das Ostrachtal im Süden des Ortes. Der Fluss selbst wird mit einer markanten Gitterbrücke überquert.

#### Aussichtsturm im Bannwald
Es gibt zentral im Pfrunger-Burgweiler Ried einen modernen, 38,8 m hohen, vollkommen hölzernen Aussichtsturm, den Bannwaldturm. 218 Stufen führen zum Dachpodest. 2016 errichtet durch die Gemeinde.

#### Kleindenkmale
Auf der Gemarkung Ostrach wurden Ende 2008 105 „sakrale Kleinbauwerke“ (Flurkreuze) gezählt. Sie treten mit über 25 Prozent verstärkt als Metallkreuze auf.

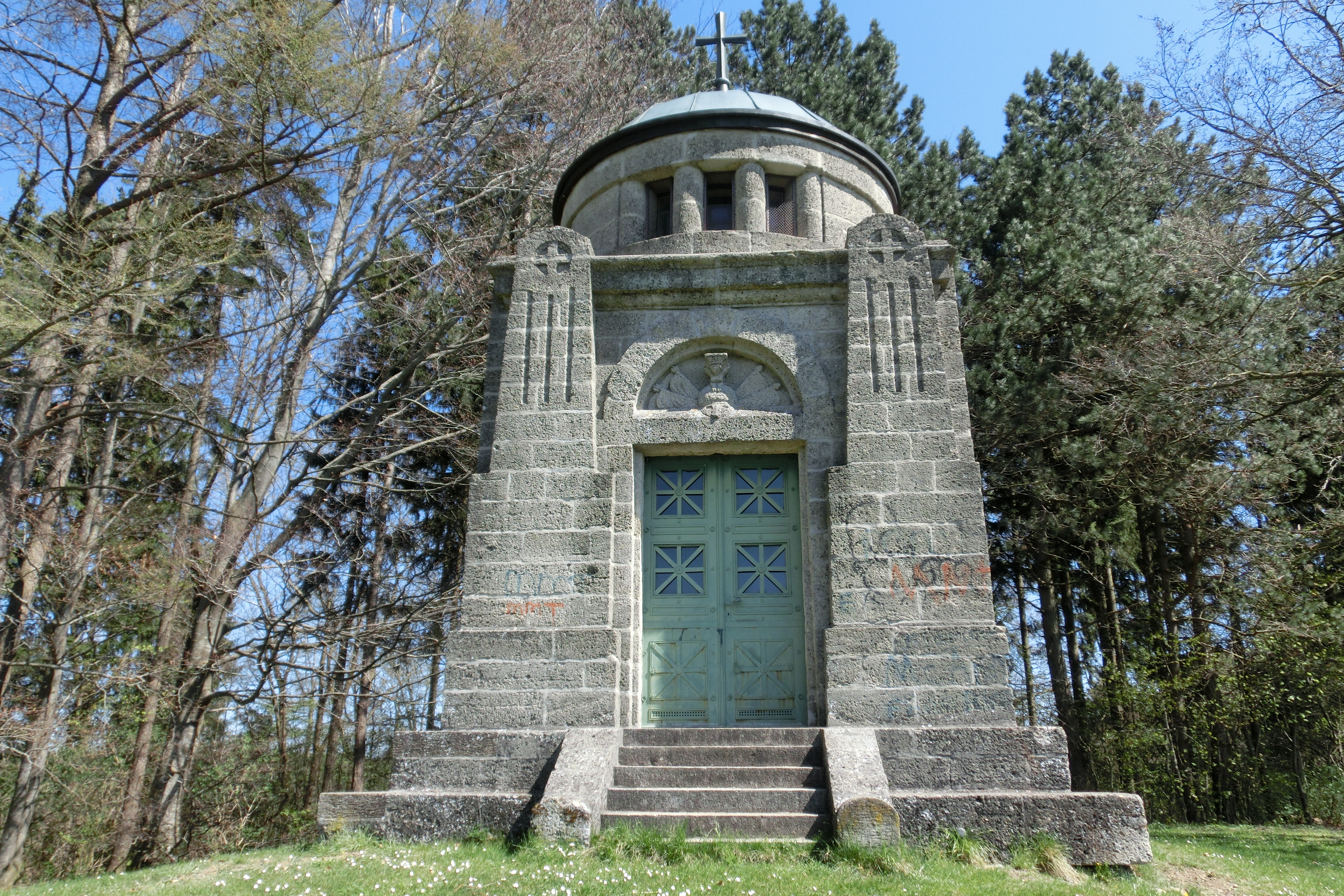
Buchbühldenkmal (2015)

- An die Schlacht bei Ostrach von 1799 wird in mehreren Denkmalen erinnert:[57]
  - Das Buchbühldenkmal ist ein auf dem Buchbühl weithin sichtbares Ehrenmal. Es hat eine Höhe von neun Meter und misst fünf Meter im Quadrat. Es wurde im Jubiläumsjahr 1899 zum Gedenken an die bei der Schlacht gefallenen Soldaten errichtet.
  - An der Straße von Ostrach nach Krauchenwies befindet sich ein hölzerner Bildstock: Das verglaste Bild an der Stele zeigt einen französischen und einen österreichischen Infanteristen. Er wurde 1963 und 1999 restauriert.
  - Ein weiterer hölzerner Bildstock befindet sich im Walddistrikt „Dreibühl“ am Verbindungsweg Laubbach–Riedhausen. Er trägt die eingeschnitzte Inschrift: „Zum Gedenken an die Schlacht bei Ostrach. Bei Vorhutgefechten am 20. März 1799 sind hier 16 franz. und 3 österr. Soldaten gefallen“. Der alte Bildstock stand bis 1945 und wurde 1992 neu errichtet.
- An der Grenze der ehemals selbstständigen Gemeinden Levertsweiler und Habsthal befindet sich ein 1905 gestiftetes und 200 renoviertes Sandsteinkreuz mit vergoldetem Christuskorpus und Inschrift.[58]
- In Jettkofen befindet sich ein weithin sichtbares Wegkreuz aus Sandstein. Dieses landschaftsprägende Kleindenkmal wurde in den 1880er Jahren als Mahnmal für die zu Kriegsopfer des Siebziger Kriegs errichtet. Nachdem eine Restaurierung nicht mehr in Frage gekommen war, wurde es 2010 durch eine Neuanfertigung ersetzt und kirchlich geweiht.
- In Bachhaupten erhielt sich das ehemalige Friedhofskreuz: ein geschmiedetes Metallkreuz auf einem Steinsockel mit rankenden Rosenzweigen und vergoldetem Christuskorpus.[59]
- Das Weiße Kreuz in Einhart steht am Hang oberhalb der Siedlung. Es soll aus der Zeit nach dem Dreißigjährigen Krieg stammen und vor Krankheit, Pest und Unglücksfällen schützen.[60]
- Ein Bildstock gedenkt Hermann Klein aus Ostrach, der am 30. Oktober 1881 von einem Baum erschlagen wurde. Er resultierte aus einem Windbruch bei einem Gewittersturm.[61]
- In Ostrach erinnert an der L 194 Richtung Pfullendorf ein sehr massives Steinkreuz an den Tod eines unbekannten Häftlings, der hier am 22. April 1945 ums Leben kam.[62]
- An der Straße zwischen Tafertsweiler und Eschendorf steht ein Holzkreuz mit Gusskörper. Das in der Zwischenzeit ersetzte Originalkreuz wurde im Oktober 1912 wegen Unglück und Krankheit von den Ehe- und Wirtsleuten Konrad und Mathilda Heinzler gestiftet.[63]
- Im Tiefenbacher Weg in Burgweiler erinnert ein restauriertes Bild, das einen Mann zeigt, der auf einen vor ihm Knienden einschlägt, an einen Totschlag aus dem Jahr 1867: Ein Bauer aus Kalkreute wurde auf dem Heimweg vom Liebhaber seiner Frau erschlagen. Täter und Frau wurden zum Tode verurteilt, aber nicht hingerichtet. Beide starben im Gefängnis in Hornstein.[64]
- In Magenbuch befindet sich das sogenannte Franzosenkreuz, ein Sühnekreuz aus Kalktuff von 1565. Eine volkstümliche Sage besagt, dass ein französischer Offizier hier begraben sein soll, der 1799 in der Schlacht bei Ostrach gefallen sein soll.[65]

Des Weiteren befinden sich auf dem Gemeindegebiet etliche Grenzsteine:
- Ein Grenzstein des Klosters Salem befindet sich im Forst Magenbuch in der Nähe des Junghofs. Er bildete die Grenze zur Stadt Pfullendorf und zeigt sich mit dem Wappen des Zisterzienser.
- Grenzsteine des Hauses Thurn und Taxis finden sich zwischen Ostrach und Mottschieß sowie in Tafertsweiler in Richtung Heratskirche´(Grenze zur Grafschaft Friedberg-Scheer).

#### Sonstiges
- Das heutige Landhotel Gasthaus Hirsch wurde bereits als „Obere Taferne“ in den Geschichtsbüchern des Klosters Salem erwähnt. Der jetzige Bau stammt aus dem Jahre 1728. Seit 1906 ist der „Hirsch“ im Besitz der aus Pfullendorf stammenden Familie Ermler, damals Ermler/Riester. An der Hausecke befindet sich ein Wirtshausschild in Form eines Hirsches, es ist ein Werk des Kunstschmiedemeisters Peter Klink.[67]
- Aus der Salemer Zeit ist noch das Amtshaus erhalten, das nach dendrochronologischer Datierung 1595 erbaut wurde.[68] Zehntscheuern gibt es noch in Burgweiler, Habsthal, Magenbuch, Laubbach und Ostrach. Der Ehemalige Salemer Klosterhof in Bachhaupten entstand um 1700. Er zeigt sich innerhalb der alten Mauerfriedung als zweigeschossiger Bau unter Krüppelwalmdach.[44]
- 1992 wurde im Kies- und Schotterwerk Müller in Ostrach ein rund 40.000 Jahre alter und etwa 60 Zentimeter langer Mammut-Stoßzahn gefunden.

### Regelmäßige Veranstaltungen

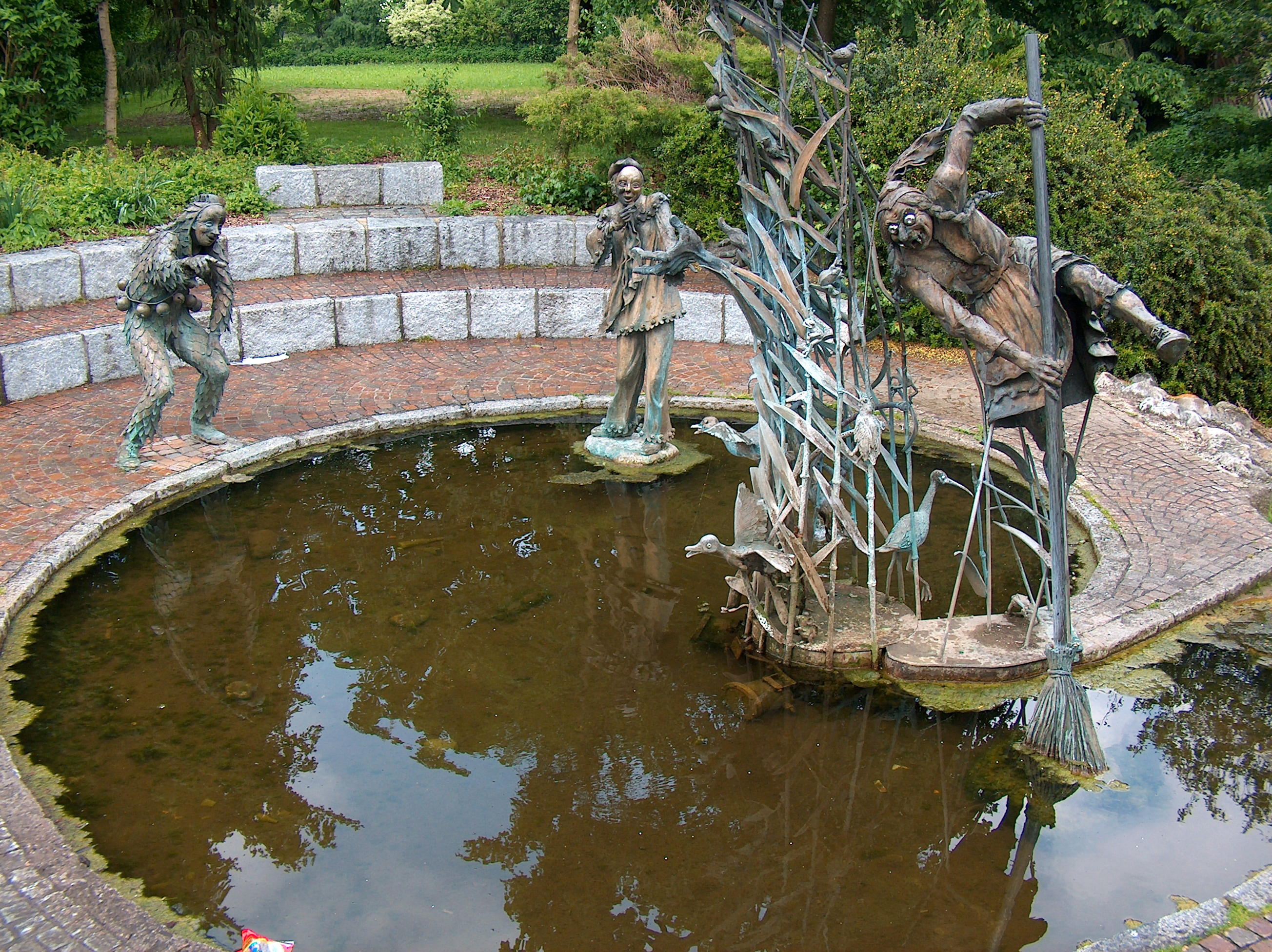
Der Brunnen der Bauzemeckerzunft

- Die schwäbisch-alemannische Fasnet ist im Ostracher Festkalender das herausragende Ereignis. Die Ostracher Narrenfiguren sind Bauzemecker (Riedgeister), Blätzle, Seerosen und Hexen. Auch in Burgweiler und Einhart pflegen Narrenzünfte dieses Brauchtum.
- Der FC Ostrach veranstaltet jeweils zu Pfingsten ein internationales A-Jugendturnier mit Jugendmannschaften renommierter Profi-Vereine. 2015 nahmen beim 45. Internationaler Yokohama-Cup, dem drittgrößten U 19-Jugendturnier in Europa, Vereine wie Athletico Paranaense, Young Boys Bern, AC Sparta Prag und KV Oostende, aus Deutschland VfL Bochum, FC Carl Zeiss Jena, Fortuna Düsseldorf und der 1. FC Kaiserslautern teil.[69] 2015 wurde der dreimalige Turniersieger von 2012 bis 2014 Athletico Paranaense aus Brasilien abgelöst. Das Finale gewann der AC Sparta Prag souverän mit 4:0 gegen den 1. FC Kaiserslautern. Viele Teilnehmer am Internationalen U 19-Junioren-Yokohama-Cup sind später Profifußballer geworden, zum Beispiel Lukas Podolski (2003), Kevin Kurányi (2000), Mehmet Scholl (1989) und Sol Campbell (1993).

## Wirtschaft und Infrastruktur

### Verkehr
Ostrach befindet sich im Verkehrsverbund Neckar-Alb-Donau (NALDO) und seit dem 1. Januar 2009 auch im Bodensee-Oberschwaben Verkehrsverbund (bodo).

#### Bahnstrecke Altshausen-Schwackenreute
Am 15. August 1875 bekam Ostrach über die Bahnstrecke Altshausen–Schwackenreute Anschluss an die Eisenbahn, Bahnhöfe gab es in Ostrach und in Burgweiler. Der Personenverkehr wurde am 28. September 1966 eingestellt. Der letzte Güterzug fuhr am 31. Juli 2002.
Im Juli 2009 wurde die Strecke zwischen Altshausen und Pfullendorf wieder für den Güterverkehr und Sonderzüge reaktiviert.
Seit 2010 gibt es einen regelmäßigen Sonderzug zwischen Pfullendorf und Aulendorf und zurück. Im Jahr 2018 verkehrt der Bodo-Radexpress Oberschwaben vom 1. Mai bis 21. Oktober an jedem Sonn- und Feiertag zwischen Aulendorf, Altshausen, Ostrach, Burgweiler und Pfullendorf. Die Fahrradmitnahme ist kostenlos.
15 Jahre nach der Einstellung des Güterregelverkehrs zwischen Altshausen und Pfullendorf rollen auf der Strecke wieder Güterzüge. Am 8. April 2017 fuhr ein Zug mit sechs leeren Holzwaggons zum Bahnhof Burgweiler und wurde dort mit zehn Lastwagenladungen Stammholz beladen. Die voll beladenen Waggons verließen Burgweiler in Richtung Augsburg. Im Juli 2017 wurde ein weiterer Holztransport von Burgweiler nach Augsburg gefahren.

#### Bürgerbus
Der Ostracher Bürgerbus ergänzt den öffentlichen Nahverkehr und verbessert unter anderem die Mobilität von Menschen mit Behinderungen. Auf fünf Routen fährt er an fünf Tagen in der Woche nach einem festen Plan zwischen der Ostracher Ortsmitte mit elf und den Teilorten mit insgesamt zwanzig Haltepunkten. Der Bürgerbus wird von der Gemeinde Ostrach finanziert und vom Bürgerbus-Verein sowie ehrenamtlichen Fahrern und Helfern betrieben.

### Bildung
Die 2008 abgerissene Freiherr-vom-Stein-Schule war ein geschichtsträchtiges Gebäude. Der erste Teil des Gebäudes war 1957/58 als ländliche Berufsschule für Jungen und Mädchen erstellt worden. Auf Anraten von Landwirtschaftsschulrat Norbert Wahl bekam die Einrichtung den Namen des Freiheitskämpfers Freiherr vom Stein. Im Rahmen der Aufhebung der Berufsschule und der Entwicklung des Schulwesens mit den Schwerpunkten Haupt- und Realschule war 1966 ein weiterer Trakt angebaut worden. 1971 endete die schulische Nutzung durch die Erstellung des Schulzentrums Ostrachtalschule an der Schlößlesstraße.

### Wirtschaft
Der Torfabbau im 19. Jahrhundert war der erste Schritt in die Industrialisierung. Kies im Nass- und Trockenabbau unter Einsatz modernster Technik erfolgt ebenfalls bereits seit vielen Jahrzehnten. Heute bietet die Region Ostrach und Umgebung eine Vielfalt an Unternehmen sowohl im Hightech- als auch im traditionellen Bereich. Das Handwerk ist stark vertreten. Dienstleistungsunternehmen unterschiedlicher Branchen wie Ingenieurbüros und Medienagenturen sind angesiedelt. Durch die Nähe namhafter Freizeitfahrzeughersteller wie Hymer und Carthago Reisemobilbau haben zahlreiche Zulieferer ihren Standort in der Gemeinde Ostrach.
Ein weiteres wichtiges Standbein für die Gemeinde Ostrach bildet der Tourismus. Ostrach gehört zur Ferienregion „Nördlicher Bodensee“. Im Jahr 2014 verzeichneten Ostrach und seine Teilorte 40.208 Übernachtungen, viele davon in privaten Ferienwohnungen.

## Persönlichkeiten

### Ehrenbürger
- Anneliese Drewing-Müller († 2007)
- Herbert Barth (1943–2008), Politiker (CDU), 32 Jahre lang Bürgermeister von Ostrach, erhielt am 10. März 2008 das Bundesverdienstkreuz am Bande und am 6. Juli 2007 die Ehrenbürgermedaille.
- Adolf Hitler (1889–1945). Der Gemeinderat “stimmte auf Veranlassung der Ortsgruppe der NSDAP zu”, den Reichskanzler und Führer zum Ehrenbürger Ostrachs zu ernennen. Man konnte damit auf diplomatische Weise zeigen, dass die Ehrung nicht aus eigenem Antrieb erfolgte. Diese Ehrenbürgerschaft ist bereits 1945 wieder erloschen.[76]

### Söhne und Töchter der Gemeinde
- Balthasar Puolamer (1615–1681), geboren im heutigen Ortsteil Bachhaupten, neunzehnter Abt der Reichsabtei Ochsenhausen
- Eduard Schmid (1861–1933), 1919–1924 Oberbürgermeister von München
- Karl Ruggaber (1887–1936), geboren im heutigen Ortsteil Habsthal, 1919–1933 württembergischer Landtagsabgeordneter (SPD)
- Reinhold Frank (1896–1945), geboren im heutigen Ortsteil Bachhaupten, Rechtsanwalt, Widerstandskämpfer gegen den Nationalsozialismus, hingerichtet nach dem gescheiterten Hitler-Attentat vom 20. Juli 1944
- Hubert Locher (1926–2014),[77] langjähriger Hörfunkdirektor des Südwestfunks
- Jo Bentfeld (* 1932), Reiseschriftsteller

### Persönlichkeiten, die vor Ort gewirkt haben
- Lambert Bumiller (1852–1908), Pfarrer, Dekan, Reichstags- und Landtagsabgeordneter
- Hanns Ludin (1905–1947), SA-Obergruppenführer und NS-Kriegsverbrecher, erwarb 1942 den zu Ostrach-Kalkreute zählenden Schlösslehof.[78] Aus Bratislava geflüchtet, zog 1945 seine Frau Erla Ludin mit den sechs Kindern im Schlösslehof ein, den die Familie danach mehrere Jahre bewohnte und bewirtschaftete.[79][80]
- Josef Briem (†), Landjugendleiter, Bauernverbandsobmann, Bürgermeister und Ortsvorsteher von Einhart, ab 1994 Träger der Verdienstmedaille des Landes Baden-Württemberg.[81]
- Christian Sauter (* 1988), Fußballspieler, spielte in der Jugend beim FC Ostrach